# Hallington, Northumberland
Hallington är en ort i civil parish Whittington, i grevskapet Northumberland i England. Orten är belägen 13 km från Hexham. Hallington var en civil parish 1866–1955 när det uppgick i Whittington. Civil parish hade 75 invånare år 1951.